# Margaret (sångare)
Małgorzata Jamroży, mer känd under artistnamnet Margaret, född 30 juni 1991 i Stargard Szczeciński, är en polsk sångerska.

## Karriär
Under sin uppväxt gick Jamroży i musikskola där hon spelade saxofon. Hon ägnade sig även åt sång och musicerandet skedde i skilda genrer så som hårdrockband, electro och jazz.
Hon representerade Polen i Baltic Song Contest 2013 i Karlshamn med låten "Thank You Very Much". I finalen slutade Margaret på en andraplats strax efter Towe Jaarnek. Singeln "Thank You Very Much" toppade landslistorna i Tyskland, Österrike och Italien.
Margarets debutalbum Add the Blonde, med Margaret även som medverkande låtskrivare, släpptes 26 augusti 2014. Albumet har sålt platina i Polen. Albumet innehåller tre topp 15-placerade singlar i Polen som "Wasted", "Start a Fire" och "Heartbeat".

Den 6 november 2015 släppte Margaret albumet Just the Two of Us i genren jazz, inspelat tillsammans med Matt Dusk. Albumet har sålt guld i Polen. I februari 2016 lanserade Margaret sin nya singel, "Cool Me Down", som snabbt blev en hit i Polen. "Cool Me Down" placerade sig även på Sverigetopplistan och har sålt guld i Sverige.

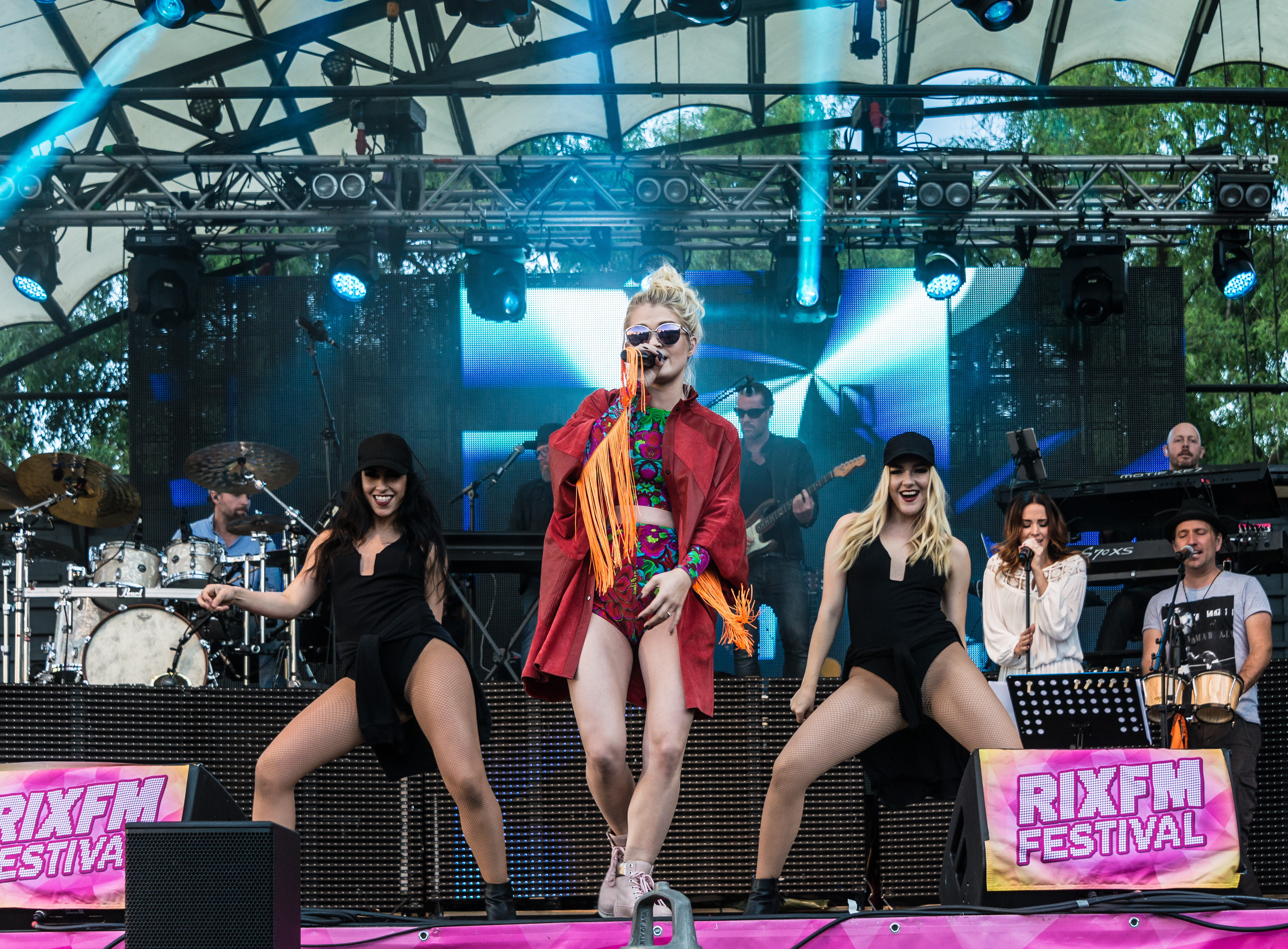
Margaret på RIX FM Festivalen 2016 i Kungsträdgården i Stockholm.

Hon tävlade i Melodifestivalen 2018 i den andra deltävlingen med låten "In My Cabana" skriven av Anderz Wrethov, Linnea Deb, Arash Labaf och Robert Uhlman. Därifrån tog hon sig till Andra chansen, som ställde henne mot Moncho i en duellen. Den vann hon vilket gav henne en plats i finalen. I finalen kom hon på sjunde plats.
Hon tävlade också i Melodifestivalen 2019 i den andra deltävlingen med låten "Tempo" skriven av Anderz Wrethov, Jimmy Jansson, Laurell Barker och Sebastian von Koenigsegg. Där kom hon på en femte plats.

## Diskografi

### Album
- 2014 - Add the Blonde
- 2015 - Just the Two of Us (med Matt Dusk)
- 2017 - Monkey Business
- 2019 - Gaja Hornby
- 2021 - Maggie Vision
- 2024 - Siniaki i cekiny

### EP
- 2013 - All I Need

### Singlar
- 2013 - "Thank You Very Much"
- 2013 - "Tell Me How Are Ya"
- 2014 - "Wasted"
- 2014 - "Start a Fire"
- 2015 - "Heartbeat"
- 2015 - "Just the Two of Us" (med Matt Dusk)
- 2015 - "'Deed I Do" (med Matt Dusk)
- 2016 - "Cool Me Down"
- 2016 - "Elephant"
- 2017 - "Blue Vibes"
- 2017 - "What You Do"
- 2017 - "Byle jak"
- 2018 - "In My Cabana"
- 2018 - "Lollipop"
- 2019 - "Tempo"